# 第49普通科連隊
第49普通科連隊（だいよんじゅうきゅうふつうかれんたい、JGSDF 49th Infantry Regiment）は、陸上自衛隊豊川駐屯地（愛知県豊川市）に駐屯する中部方面混成団隷下の普通科連隊（コア部隊）である。

## 概要
連隊長は、1等陸佐（二）をもって充てられ、連隊本部、本部管理中隊、5個普通科中隊および重迫撃砲中隊から編成される即応予備自衛官を主体として構成されるコア部隊であり、近畿・中部地方の招集訓練を担任する。
2004年（平成16年）3月に第10師団の隷下部隊として豊川駐屯地に新編されたが、2014年（平成26年）3月に改編され中部方面混成団隷下部隊となった。
訓練は千両演習場や日吉原演習場や饗庭野演習場および富士地区演習場で実施している。

## 沿革
- 2003年（平成15年）3月：第10師団司令部に編成準備隊が編組される。第10特科連隊にコア普通科連隊準備隊を編成。

第49普通科連隊
- 2004年（平成16年）3月29日：第49普通科連隊（連隊本部、本部管理中隊、4個普通科中隊、重迫撃砲中隊、対戦車中隊）が豊川駐屯地に新編。

1. 第49普通科連隊編成完結（初代中村連隊長以下218名）。
2. 第47普通科連隊から近畿・中部地方の招集訓練担任を分任。
3. 整備支援部隊は、第10後方支援連隊第2整備大隊第4普通科直接支援中隊。

- 2014年（平成26年）
  - 3月25日：対戦車中隊を廃止。
  - 3月26日：中部方面混成団隷下部隊として新編。

  1. 第10師団隷下から中部方面混成団隷下に異動。
  2. 第5普通科中隊を新編[1][2]。
  3. 整備支援部隊の第10後方支援連隊第2整備大隊第4普通科直接支援中隊を中部方面後方支援隊第306普通科直接支援中隊に改編。
- 2018年（平成30年）7月11日：平成30年7月豪雨の災害派遣において即応予備自衛官に対し、招集命令が発出（連隊として即応予備自衛官が初めて災害派遣に参加）[3][4]
- 2024年（令和06年）1月9日：令和6年能登半島地震に対する災害派遣に対応するため、即応予備自衛官が招集され、金沢駐屯地において編成完結式を実施[5][6]。その後、活動拠点に向けて移動を開始し、輪島市東部地区において、生活支援（給水支援・物資輸送）活動を開始した[6]。

## 部隊編成
- 第49普通科連隊本部
- 本部管理中隊「49普-本」
  - 中隊本部
  - 連隊本部班：82式指揮通信車
  - 情報小隊：軽装甲機動車、偵察用オートバイ
  - 施設作業小隊：小型ドーザ、資材運搬車
  - 通信小隊
  - 補給小隊：3 1/2tトラック
  - 衛生小隊：1トン半救急車
  - 狙撃班
- 第1普通科中隊「49普-1」：高機動車、81mm迫撃砲 L16、01式軽対戦車誘導弾
- 第2普通科中隊「49普-2」：高機動車、81mm迫撃砲 L16、01式軽対戦車誘導弾
- 第3普通科中隊「49普-3」：高機動車、81mm迫撃砲 L16、01式軽対戦車誘導弾
- 第4普通科中隊「49普-4」： 軽装甲機動車、81mm迫撃砲 L16、01式軽対戦車誘導弾
- 第5普通科中隊「49普-5」：高機動車、81mm迫撃砲 L16、01式軽対戦車誘導弾
- 重迫撃砲中隊「49普-重迫」：120mm迫撃砲 RT
- 4月〜6月まで（第109教育大隊）の一個中隊（第316（315）共通教育中隊）を教育「316（315）共通」（大津駐屯地）[7]

### 招集担任部隊
各部隊は、招集訓練を担任する駐屯地が割り振られており、その駐屯地において予備自衛官の招集訓練を担任している。
- 本部管理中隊 -
- 第1普通科中隊 - 金沢駐屯地
- 第2普通科中隊 - 久居駐屯地
- 第3普通科中隊 - 信太山駐屯地
- 第4普通科中隊 - 大久保駐屯地
- 第5普通科中隊 - 伊丹駐屯地
- 重迫撃砲中隊 - 豊川駐屯地

## 整備支援部隊
- 第10後方支援連隊第2整備大隊第4普通科直接支援中隊「10後支-2整-4」（豊川駐屯地）：2004年（平成16年）3月29日から2014年（平成26年）3月25日の間。
- 中部方面後方支援隊第306普通科直接支援中隊「306普直支」（豊川駐屯地）：2014年（平成26年）3月26日から。

## 主要幹部
| 官職名           | 階級    | 氏名     | 補職発令日     | 前職                                  |
| ---------------- | ------- | -------- | -------------- | ------------------------------------- |
| 第49普通科連隊長 | 1等陸佐 | 近藤浩行 | 2023年03月13日 | 陸上自衛隊会計監査隊 中部方面分遣隊長 |

| 代 | 氏名     | 在職期間                        | 前職                                  | 後職                           |
| -- | -------- | ------------------------------- | ------------------------------------- | ------------------------------ |
| 01 | 中村匡秀 | 2004年03月29日 - 2005年12月04日 | 陸上自衛隊小平学校企画室長            | 陸上自衛隊関東補給処総務部長   |
| 02 | 池田整治 | 2005年12月05日 - 2008年03月25日 | 陸上自衛隊小平学校学校教官            | 陸上自衛隊小平学校人事教育部長 |
| 03 | 中野茂   | 2008年03月26日 - 2009年11月30日 | 北部方面総監部人事部厚生課長          | 西部方面後方支援隊副隊長       |
| 04 | 小林勇夫 | 2009年12月01日 - 2011年11月30日 | 陸上自衛隊幹部学校学校教官            | 自衛隊栃木地方協力本部長       |
| 05 | 田邊政文 | 2011年12月01日 - 2013年03月22日 | 豊川駐屯地業務隊長                    | 中部方面混成団副団長           |
| 06 | 押川省三 | 2013年03月23日 - 2015年07月31日 | 中部方面混成団副団長                  | 中部方面総監部付               |
| 07 | 茅野剛也 | 2015年08月01日 - 2017年07月31日 | 北部方面総監部人事部募集課長          | 自衛隊愛媛地方協力本部長       |
| 08 | 前野直樹 | 2017年08月01日 - 2020年03月15日 | 自衛隊大阪地方協力本部募集課長        | 自衛隊山梨地方協力本部長       |
| 09 | 関谷拓郎 | 2020年03月16日 - 2022年03月13日 | 陸上自衛隊教育訓練研究本部主任教官    | 退職                           |
| 10 | 後藤義之 | 2022年03月14日 - 2023年03月12日 | 陸上自衛隊幹部候補生学校学生隊長      | 中部方面総監部付               |
| 11 | 近藤浩行 | 2023年03月13日 -                | 陸上自衛隊会計監査隊 中部方面分遣隊長 |                                |

## 主要装備
- 82式指揮通信車
- 軽装甲機動車
- 高機動車
- 1/2tトラック / 73式小型トラック
- 1 1/2tトラック / 73式中型トラック
- 3 1/2tトラック / 73式大型トラック
- 89式5.56mm小銃
- 5.56mm機関銃MINIMI
- 12.7mm重機関銃
- M24 SWS　レミントン M24 SWS
- 9mm拳銃
- 110mm個人携帯対戦車弾LAM　パンツァーファウスト3
- 01式軽対戦車誘導弾
- 87式対戦車誘導弾
- 81mm迫撃砲 L16
- 120mm迫撃砲 RT

## 廃止部隊
- 2014年（平成26年）3月25日廃止
  - 第49普通科連隊対戦車中隊「49普-対戦」（豊川駐屯地）：